# Egyházaskesző
Egyházaskesző est un village et une commune du comitat de Veszprém en Hongrie.

## Personnalités liées
- Le mathématicien Arpad Elo y est né.